# Präsidentendollar

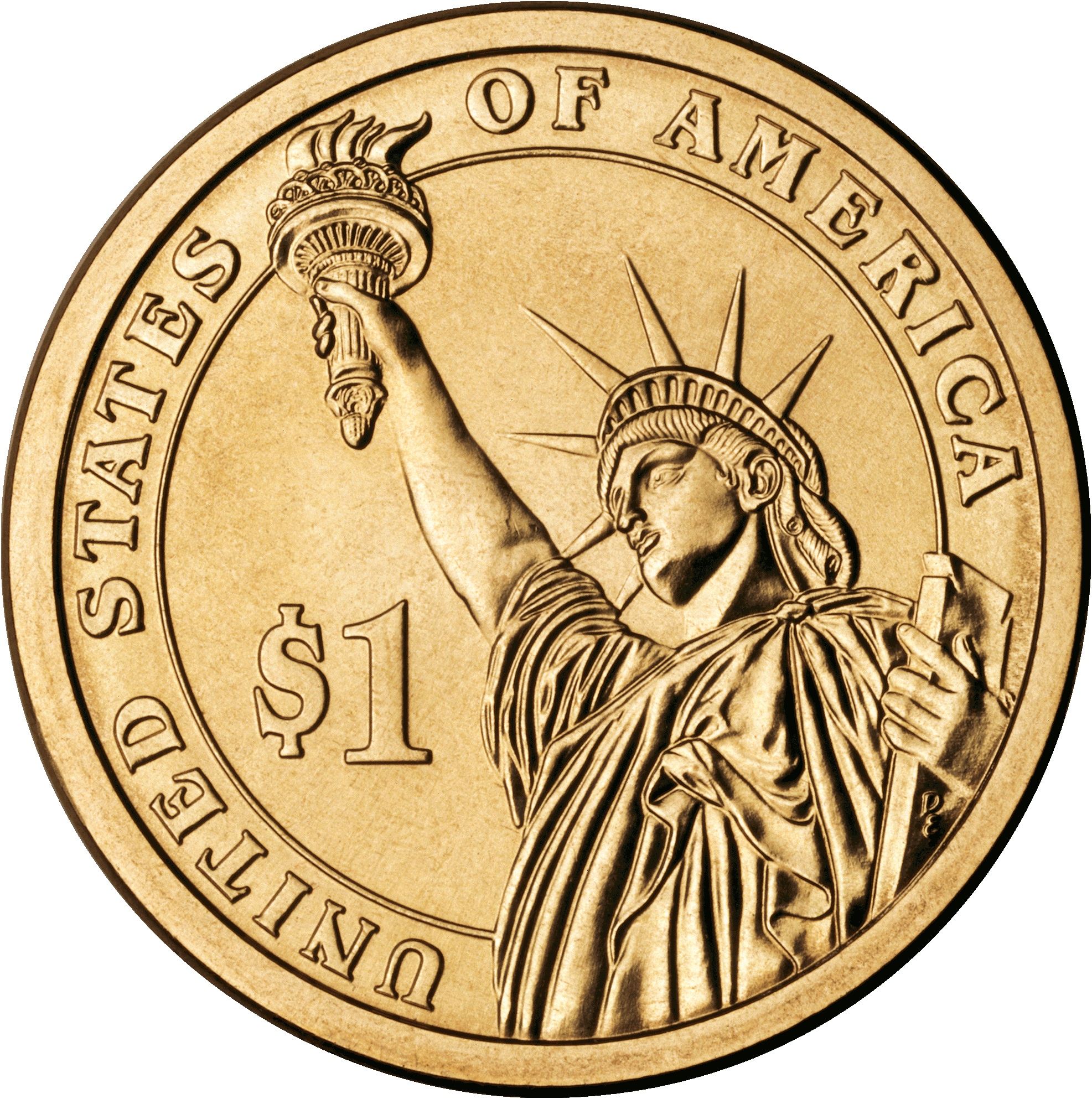
Wertseite des Präsidentendollars

Präsidentendollar (englisch offiziell Presidential $1 Coin) werden die Münzen im Wert von einem US-Dollar genannt, welche seit 2007 als Teil einer Serie herausgegeben wurden und sukzessive die Porträts aller verstorbenen Präsidenten der Vereinigten Staaten darstellen.

## Ausgabeprogramm
Das Programm begann 2007. Alle drei Monate erschien eine weitere Münze, die auf ihrer Bildseite das Porträt eines Präsidenten zeigt, und zwar in der Reihenfolge der Amtszeiten, beginnend also mit George Washington. Dabei wird Grover Cleveland gleich auf zwei Münzen abgebildet: Da seine beiden Amtszeiten nicht unmittelbar aufeinander folgten, zählt er sowohl als 22. wie auch als 24. Präsident der USA.

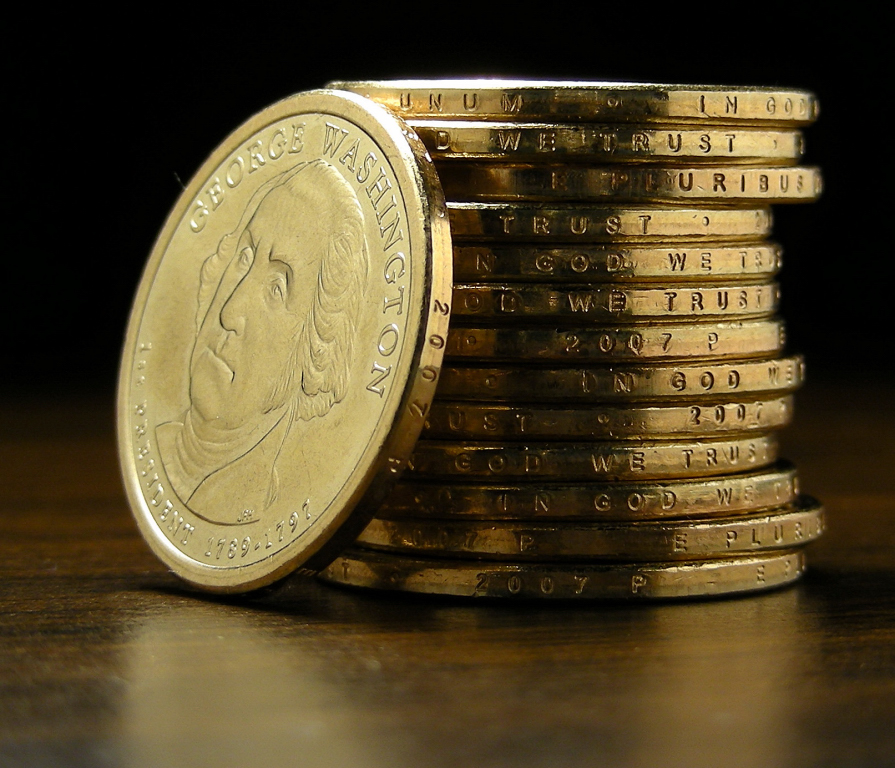
Ein Stapel Präsidentendollars

Die Wertseite zeigt die Freiheitsstatue, die Wertangabe „$1“ und die Landesbezeichnung „United States of America“. Die Randinschrift beinhaltet das Prägejahr, das Münzzeichen sowie die Mottos „E Pluribus Unum“ und „In God We Trust“. Die sonst auf US-amerikanischen Münzen vorhandene Legende „Liberty“ (Freiheit) fehlt, da diese bereits durch die Abbildung der Freiheitsstatue symbolisiert wird. Bei den seit 2009 geprägten Münzen befindet sich das Motto „In God We Trust“ nicht mehr auf dem Rand, sondern auf der Bildseite.
Die Ausgabe der Münzen wurde per Gesetz (Presidential $1 Coin Act of 2005) mit dem Ziel beschlossen, den Umlauf von Ein-Dollar-Münzen gegenüber den Ein-Dollar-Scheinen zu vergrößern. Da das Programm der State Quarters einen guten Anklang bei der Bevölkerung fand, erhofft man sich durch die Präsidentenserie eine steigende Beliebtheit dieses Münzwertes.
Im Gegensatz zu den State Quarters ersetzt dieses Programm nicht die reguläre Ausgabe, den Sacagawea-Dollar. Ursprünglich wurde festgelegt, dass mindestens ein Drittel aller geprägten Dollarmünzen Sacagawea-Dollars sein müssen. Eine Gesetzesänderung im Jahre 2007 senkte diesen Anteil auf ein Fünftel.
Das Gesetz bestimmt, dass ein Präsident mindestens zwei Jahre tot sein muss, bevor er auf einer Münze geehrt wird.

## Übersicht der Münzen
|     | Präsident              | Ausgabedatum      | Prägezahl   | Motiv                          | Amtszeit  |
| --- | ---------------------- | ----------------- | ----------- | ------------------------------ | --------- |
| 1.  | George Washington      | 15. Februar 2007  | 340.360.000 | George Washington – Dollar     | 1789–1797 |
| 2.  | John Adams             | 17. Mai 2007      | 224.560.000 | John Adams – Dollar            | 1797–1801 |
| 3.  | Thomas Jefferson       | 16. August 2007   | 203.610.000 | Thomas Jefferson – Dollar      | 1801–1809 |
| 4.  | James Madison          | 15. November 2007 | 172.340.000 | James Madison – Dollar         | 1809–1817 |
| 5.  | James Monroe           | 14. Februar 2008  | 124.490.000 | James Monroe – Dollar          | 1817–1825 |
| 6.  | John Quincy Adams      | 15. Mai 2008      | 115.260.000 | John Quincy Adams – Dollar     | 1825–1829 |
| 7.  | Andrew Jackson         | 14. August 2008   | 122.250.000 | Andrew Jackson – Dollar        | 1829–1837 |
| 8.  | Martin Van Buren       | 13. November 2008 | 102.480.000 | Martin Van Buren – Dollar      | 1837–1841 |
| 9.  | William Henry Harrison | 19. Februar 2009  | 98.420.000  | William Henry Harrison dollar  | 1841      |
| 10. | John Tyler             | 21. Mai 2009      | 87.080.000  | John Tyler – Dollar            | 1841–1845 |
| 11. | James K. Polk          | 20. August 2009   | 88.340.000  | James K. Polk – Dollar         | 1845–1849 |
| 12. | Zachary Taylor         | 19. November 2009 | 78.260.000  | Zachary Taylor – Dollar        | 1849–1850 |
| 13. | Millard Fillmore       | 18. Februar 2010  | 74.480.000  | illard Fillmore – Dollar       | 1850–1853 |
| 14. | Franklin Pierce        | 20. Mai 2010      | 76.580.000  | Franklin Pierce – Dollar       | 1853–1857 |
| 15. | James Buchanan         | 19. August 2010   | 73.360.000  | James Buchanan – Dollar        | 1857–1861 |
| 16. | Abraham Lincoln        | 18. November 2010 | 97.020.000  | Abraham Lincoln – Dollar       | 1861–1865 |
| 17. | Andrew Johnson         | 18. Februar 2011  | 72.660.000  | Andrew Johnson – Dollar        | 1865–1869 |
| 18. | Ulysses S. Grant       | 19. Mai 2011      | 76.020.000  | Ulysses S. Grant – Dollar      | 1869–1877 |
| 19. | Rutherford B. Hayes    | 18. August 2011   | 74.480.000  | Rutherford B. Hayes – Dollar   | 1877–1881 |
| 20. | James A. Garfield      | 17. November 2011 | 74.200.000  | James A. Garfield – Dollar     | 1881      |
| 21. | Chester A. Arthur      | 5. Februar 2012   | 8.820.000   | Chester A. Arthur – Dollar     | 1881–1885 |
| 22. | Grover Cleveland       | 25. Mai 2012      | 8.120.000   | Grover Cleveland – Dollar      | 1885–1889 |
| 23. | Benjamin Harrison      | 16. August 2012   | 9.882.000   | Benjamin Harrison – Dollar     | 1889–1893 |
| 24. | Grover Cleveland       | 15. November 2012 | 13.942.000  | Grover Cleveland – Dollar      | 1893–1897 |
| 25. | William McKinley       | 19. Februar 2013  | 8.125.100   | William McKinley – Dollar      | 1897–1901 |
| 26. | Theodore Roosevelt     | 11. April 2013    | 9.230.700   | Theodore Roosevelt – Dollar    | 1901–1909 |
| 27. | William Howard Taft    | 9. Juli 2013      | 8.120.000   | William Howard Taft – Dollar   | 1909–1913 |
| 28. | Woodrow Wilson         | 17. Oktober 2013  | 7.980.000   | Woodrow Wilson – Dollar        | 1913–1921 |
| 29. | Warren G. Harding      | 6. Februar 2014   | 9.940.000   | Warren G. Harding – Dollar     | 1921–1923 |
| 30. | Calvin Coolidge        | 10. April 2014    | 8.260.000   | Calvin Coolidge – Dollar       | 1923–1929 |
| 31. | Herbert Hoover         | 19. Juni 2014     | 8.260.000   | Herbert Hoover – Dollar        | 1929–1933 |
| 32. | Franklin D. Roosevelt  | 28. August 2014   | 8.680.000   | Franklin D. Roosevelt – Dollar | 1933–1945 |
| 33. | Harry S. Truman        | 5. Februar 2015   | 8.400.000   | Harry S. Truman – Dollar       | 1945–1953 |
| 34. | Dwight D. Eisenhower   | 13. April 2015    | 8.546.000   | Dwight D. Eisenhower – Dollar  | 1953–1961 |
| 35. | John F. Kennedy        | 18. Juni 2015     | 11.480.000  | John F. Kennedy – Dollar       | 1961–1963 |
| 36. | Lyndon B. Johnson      | 18. August 2015   | 9.100.000   | Lyndon B. Johnson – Dollar     | 1963–1969 |
| 37. | Richard Nixon          | 3. Februar 2016   | 9.800.000   | Richard Nixon – Dollar         | 1969–1974 |
| 38. | Gerald Ford            | 8. März 2016      | 10.500.000  | Gerald Ford – Dollar           | 1974–1977 |
| 40. | Ronald Reagan          | 5. Juli 2016      | 10.500.000  | Ronald Reagan – Dollar         | 1981–1989 |
| 41. | George H. W. Bush      | 4. Dezember 2020  | 25.000      | George H. W. Bush – Dollar     | 1989–1993 |

## „First-Spouse“-Programm

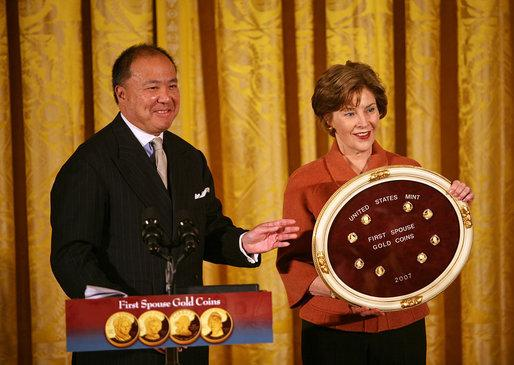
Direktor der United States Mint, Edmund C. Moy und First Lady Laura Bush bei der Enthüllung der Dolley-Madison-Gedenkmünze am 19. November 2007

Die Ehefrauen der Präsidenten wurden ebenfalls auf Gedenkmünzen geehrt, und zwar auf Zehn-Dollar-Goldmünzen. Die Münze besteht aus ½ Unze 999er Gold. Diese Münzen wurden parallel zu den Präsidentendollars ausgegeben. Das Gesetz verwendet die geschlechtsneutrale Bezeichnung „First Spouse“ anstelle von „First Lady“, da bis zum Abschluss des Programms auch ein Mann als „erster Ehegatte“ ins Weiße Haus hätte einziehen können.
Auf der Vorderseite der Münze ist ein Porträt der First Lady, ihr Name, die Amtszeit ihres Mannes, und die Wahlsprüche „In God We Trust“ und „Liberty“. Auf der Rückseite kennzeichnet eine Szene die Arbeit und das Leben ihres Ehemannes. Zusätzlich stehen dort die Wörter: „The United States of America“, „E Pluribus Unum“, „$10“, „1/2 oz.“ und „.9999 Fine Gold“.
Wenn ein Präsident, wie zum Beispiel Thomas Jefferson, keine Ehegattin hatte, wurde eine Abbildung der Liberty einer Münze der damaligen Zeit verwendet. Eine Ausnahme stellt Suffragette Alice Paul dar, die die Zeit der Witwerschaft von Chester A. Arthur repräsentiert.
Das Gesetz schreibt vor, dass die Münzen der Ehepartner gemeinsam mit dem jeweiligen Präsidenten erscheinen. Somit wäre es möglich gewesen, dass eine lebende Person auf der Münze abgebildet würde.
The United States Mint stellt auch Duplikate in Bronze her. Dieses sind aber keine offiziellen Zahlungsmittel.
| Münze der Serie | Dargestellte Person       | Rückseitendesign | Ausgabedatum      | Erstausgabepreis | Prägezahl | Vorderseite | Rückseite | Amtszeit  |
| --------------- | ------------------------- | --- | ----------------- | ---------------- | --------- | ----------- | --------- | --------- |
| 1               | Martha Washington         | Mrs. Washington näht. Um das Bild die Umschrift „First Lady of the Continental Army“.                                | 19. Juni 2007     | $429.95          | 19,167    |             |           | 1789–1797 |
| 2               | Abigail Adams             | Mrs. Adams schreibt ihren Brief „Remember the Ladies“.                                                               | 19. Juni 2007     | $429.95          | 17,149    |             |           | 1797–1801 |
| 3               | Thomas Jeffersons Liberty | Jeffersons Grab in Monticello.                                                                                       | 30. August 2007   | $429.95          | 19,815    |             |           | 1801–1809 |
| 4               | Dolley Madison            | Mrs. Madison posiert vor dem Lansdowne-Porträt von Washington.                                                       | 19. November 2007 | $529.95          | 17,943    |             |           | 1809–1817 |
| 5               | Elizabeth Monroe          | Mrs. Monroe bei der Wiedereröffnung des Weißen Hauses 1818                                                           | 28. Februar 2008  | $619.95*         | 7,800     |             |           | 1817–1825 |
| 6               | Louisa Adams              | Mrs. Adams und ihr Sohn Charles machen sich 1812 auf die gefährliche Reise von Sankt Petersburg nach Paris.          | 29. Mai 2008      | $619.95*         | 6,581     |             |           | 1825–1829 |
| 7               | Andrew Jacksons Liberty   | Jackson reitet auf seinem Pferd „Old Hickory“.                                                                       | 28. August 2008   | $619.95*         | 7,684     |             |           | 1829–1837 |
| 8               | Martin Van Burens Liberty | Van Buren liest in seinem Heimatdorf Kinderhook.                                                                     | 25. November 2008 | $549.95          | 6,807     |             |           | 1837–1841 |
| 9               | Anna Harrison             | Mrs. Harrison liest ihren Kindern vor.                                                                               | 5. März 2009      | $629.00          | 6,251     |             |           | 1841      |
| 10              | Letitia Tyler             | Mrs. Tyler mit ihren Kindern auf der Cedar Grove Plantation                                                          | 2. Juli 2009      | N/A              | 5,296     |             |           | 1841–1842 |
| 10A             | Julia Tyler               | Mr. und Mrs. Tyler tanzen.                                                                                           | 6. August 2009    | N/A              | 4,844     |             |           | 1844–1845 |
| 11              | Sarah Polk                | Mr. und Mrs. Polk arbeiten gemeinsam am Schreibtisch des Weißen Hauses.                                              | 3. September 2009 | N/A              | 5,151     |             |           | 1845–1849 |
| 12              | Margaret Taylor           | Mrs. Taylor kümmert sich um einen verwundeten Soldaten des ersten Seminolenkriegs.                                   | 3. Dezember 2009  | N/A              | 4,936     |             |           | 1849–1850 |
| 13              | Abigail Fillmore          | Mrs. Fillmore stellt Bücher in die White House Library, die sie einrichtete.                                         | 18. März 2010     | N/A              | 6,130     |             |           | 1850–1853 |
| 14              | Jane Pierce               | Mrs. Pierce auf der Besuchergalerie der Old Senate Chamber                                                           | 3. Juni 2010      | N/A              | 4,775     |             |           | 1853–1857 |
| 15              | James Buchanans Liberty   | Buchanan arbeitet als Buchhalter im Familiengeschäft.                                                                | 2. September 2010 | N/A              | 7,110     |             |           | 1857–1861 |
| 16              | Mary Todd Lincoln         | Mrs. Lincoln überreicht Soldaten des Bürgerkrieges Blumen und Bücher.                                                | 2. Dezember 2010  | N/A              | 6,861     |             |           | 1861–1865 |
| 17              | Eliza Johnson             | Drei Kinder und ein Marine-Band-Geiger auf dem Kinderball anlässlich des 60. Geburtstag von Johnson                  | 5. Mai 2011       | N/A              | 3,887     |             |           | 1865–1869 |
| 18              | Julia Grant               | Grant und Julia Grant reiten in Haus White Haven.                                                                    | 23. Juni 2011     | N/A              | 3,943     |             |           | 1869–1877 |
| 19              | Lucy Hayes                | Mrs. Hayes beim ersten Eierlauf im Garten des Weißen Hauses, 1877                                                    | 1. September 2011 | N/A              | 3,868     |             |           | 1877–1881 |
| 20              | Lucretia Garfield         | Mrs. Garfield malt ein Bild.                                                                                         | 1. Dezember 2011  | N/A              | 3,653     |             |           | 1881      |
| 21              | Alice Paul                | Alice Paul marschiert für das Frauenwahlrecht.                                                                       | 12. Oktober 2012  | N/A              | 3,505     |             |           | N/A †     |
| 22              | Frances Cleveland         | Mrs. Cleveland richtet einen Empfang für arbeitende Frauen aus.                                                      | 15. November 2012 | N/A              | 3,158     |             |           | 1886–1889 |
| 23              | Caroline Harrison         | Orchideen und Pinsel                                                                                                 | 6. Dezember 2012  | N/A              | 3,046     |             |           | 1889–1892 |
| 24              | Frances Cleveland         | Mrs. Cleveland hält eine Rede.                                                                                       | 20. Dezember 2012 | N/A              | 3,104     |             |           | 1893–1897 |
| 25              | Ida McKinley              | Mrs. McKinleys häkelt Hausschuhe, die sie für wohltätige Zwecke verkauft.                                            | 14. November 2013 | N/A              | 1,769     |             |           | 1897–1901 |
| 26              | Edith Roosevelt           | Bild des Weißen Hauses mit Zirkel                                                                                    | 21. November 2013 | N/A              | 2,851     |             |           | 1901–1909 |
| 27              | Helen Taft                | Blüten der Prunus serrulata, die von Mrs. Taft nach Washington gebracht wurden                                       | 2. Dezember 2013  | $770.00          | 2,579     |             |           | 1909–1913 |
| 28              | Ellen Wilson              | Rosen, da Mrs Wilson den White House Rose Garden einrichtete                                                         | 9. Dezember 2013  | $770.00          | 2,551     |             |           | 1913–1914 |
| 28A             | Edith Wilson              | Das Bild erinnert daran, dass Mrs. Wilson ihren Mann nach einem Schlaganfall pflegte.                                | 16. Dezember 2013 | $770.00          | 2,452     |             |           | 1915–1921 |
| 29              | Florence Harding          | Stimmzettel und Wahlurne, Kamera, Fackel                                                                             | 10. Juli 2014     | $770.00          | 2,288     |             |           | 1921–1923 |
| 30              | Grace Coolidge            | USA in der American Sign Language vor dem Weißen Haus buchstabiert, da Mrs. Coolidge die Gehörlosenbildung förderte. | 17. Juli 2014     | $770.00          | 2,196     |             |           | 1923–1929 |
| 31              | Lou Hoover                | Ein Radio, da Mrs. Hoover am 19. April 1929 als erste First Lady im Radio sprach.                                    | 14. August 2014   | $770.00          | 2,025     |             |           | 1929–1933 |
| 32              | Eleanor Roosevelt         | Eine Hand zündet eine Kerze an. Diese steht für das humanitäre Lebenswerk von Mrs. Roosevelt.                        | 4. September 2014 | $770.00          | 2,389     |             |           | 1933–1945 |
| 33              | Bess Truman               | Ein Eisenbahnrad | 16. April 2015    | $770.00          | N/A       |             |           | 1945–1953 |
| 34              | Mamie Eisenhower          | Eine Hand hält ein I-like-Mamie-Abzeichen.                                                                           | 7. Mai 2015       | $770.00          | N/A       |             |           | 1953–1961 |
| 35              | Jacqueline Kennedy        | Tulpen-Magnolie, die Mrs. Kennedy auf das Grab ihres Mannes pflanzte                                                 | 25. Juni 2015     | $770.00          | N/A       |             |           | 1961–1963 |
| 36              | Lady Bird Johnson         | Jefferson Memorial, Washington Monument                                                                              | 27. August 2015   | N/A              | N/A       |             |           | 1963–1969 |
| 37              | Pat Nixon                 | Menschen Hand in Hand um einen Globus.                                                                               | 18. Februar 2016  | N/A              | N/A       |             |           | 1969–1974 |
| 38              | Elizabeth Ford            | Frau, die eine Treppe hochsteigt                                                                                     | 25. März 2016     | N/A              | N/A       |             |           | 1974–1977 |
| 39              | Nancy Reagan              | Mrs. Reagan mit zwei Kindern, die ein T-Shirt mit der Aufschrift Just Say No [zu Drogen] tragen.                     | 1. Juli 2016      | N/A              | N/A       |             |           | 1981–1989 |
| 40              | Barbara Bush              | Ein lesendes Kind vor einem Sonnenaufgang. Dies erinnert an ihr Engagement dafür, dass Kinder Lesen lernen.          | 20. August 2020   | $1285.00         | 5000      |             |           | 1989–1993 |